# Akademia Sztuk Pięknych im. Władysława Strzemińskiego w Łodzi

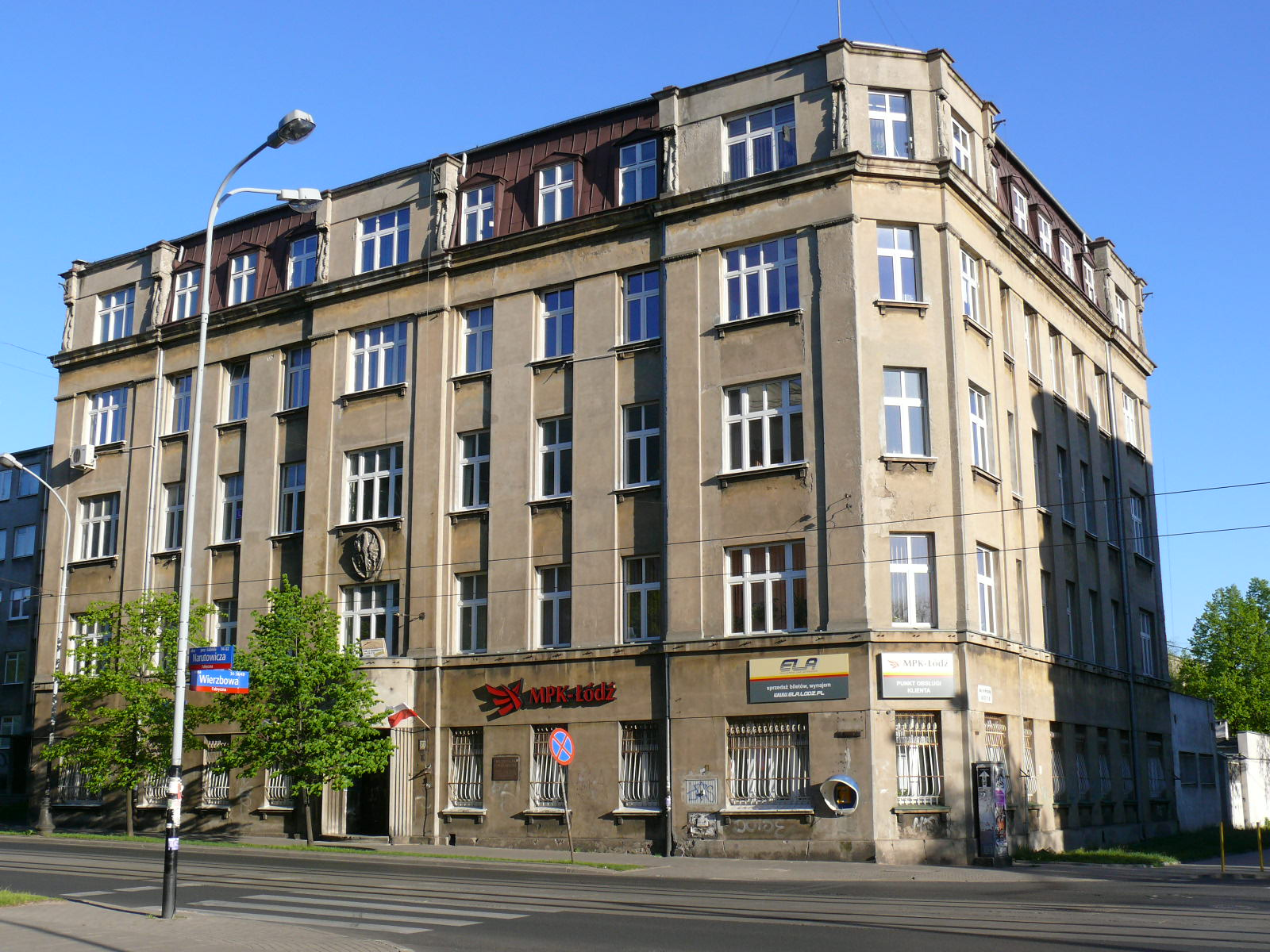
Budynek przy ul. Narutowicza 77 – siedziba PWSSP w Łodzi w l. 1945-1976

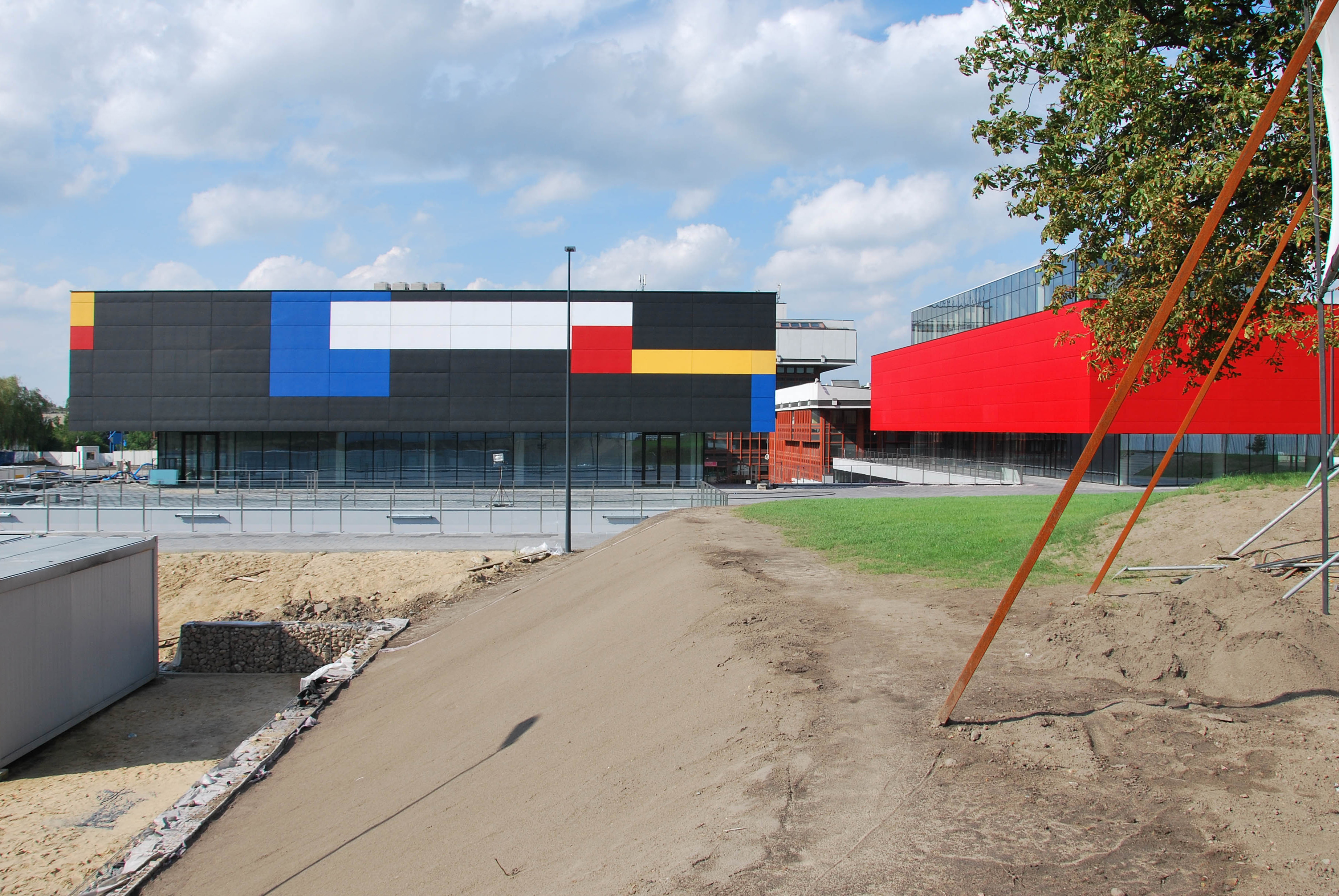
Wybudowane w 2013 dwa kompleksy (Centrum Nauki i Sztuki oraz Centrum Promocji Mody)

Akademia Sztuk Pięknych im. Władysława Strzemińskiego – publiczna uczelnia artystyczna w Łodzi, założona w 1945. Jedna z siedmiu akademii sztuk pięknych w Polsce. Wielowydziałowa uczelnia posiada mieszany charakter artystyczno-projektowy, wyróżniając się rozbudowaną ofertą edukacyjną w zakresie projektowania mody (w tym biżuterii) oraz tkaniny artystycznej.

## Historia
Uczelnia powstała w 1945 jako Państwowa Wyższa Szkoła Sztuk Plastycznych w Łodzi. Jej pierwszym rektorem został Leon Ormezowski.
Tworząc program, założyciele łódzkiej uczelni szukali inspiracji w artystycznym i dydaktycznym dorobku Bauhausu i doświadczeniach pedagogicznych Kazimierza Malewicza. Duży nacisk położono też na rozwój świadomości wizualnej w kontekście najnowszych wówczas prądów w sztuce.
Ogromny wpływ na kształt uczelni wywarł Władysław Strzemiński, nauczający w PWSSP w latach 1945–1950. Jego sztuka i koncepcja dydaktyczna określiły ówczesny charakter szkoły. Uczelnia przyjęła jego imię w 1988.
W 1996 szkoła otrzymała status Akademii Sztuk Pięknych.

### Budynek
W 1976 uczelnia, mieszcząca się dotąd w międzywojennym budynku przy ul. Narutowicza 77, otrzymała nową siedzibę, wzniesioną według projektu Bolesława Kardaszewskiego. Monumentalny gmach stanowi do dziś jedyny w Polsce przykład kompleksu zrealizowanego na potrzeby współczesnej, wielowydziałowej uczelni artystycznej. W 2013, przy aktualnym budynku, otwarto dwa nowe kompleksy o powierzchni prawie 10 tys. m². Jednym z nich jest Centrum Nauki i Sztuki, w którym mieści się m.in. biblioteka oraz sala kinowa 3D. Drugi budynek to Centrum Promocji Mody, w którym umieszczono salę pokazowo-wystawową wyposażoną w nowoczesny sprzęt oświetleniowy i nagłaśniający. Zadaniem Centrum Promocji Mody ma być organizacja promocyjnych pokazów mody dla przedsiębiorstw współpracujących z ASP, jak i również promocja młodych projektantów. Łączny koszt obu kompleksów wyniósł ponad 78 mln zł.
Akademia w 2017 zapowiedziała budowę przedszkola przy aktualnej siedzibie. Projekt architektoniczny został opracowany na podstawie makiet Katarzyny Kobro z lat 30. XX wieku. Budynek miałby znajdować się przy ul. Wojska Polskiego, a dokładniej przy stawie niedaleko budynków ASP. Stanowiłby on własność uczelni, natomiast funkcjonowanie samej instytucji przedszkola opierałoby się na tych samych zasadach, co każdego przedszkola publicznego.

## Struktura
- Wydział Sztuk Pięknych[12]
  - Instytut Animacji i Gier[13]
  - Instytut Edukacji Artystycznej[14]
  - Instytut Fotografii i Multimediów[15]
  - Instytut Grafiki Artystycznej[16]
  - Instytut Malarstwa i Rysunku[17]
  - Instytut Nowych Mediów i Kompozycji[18]
  - Instytut Rzeźby[19]
- Wydział Sztuk Projektowych[20]
  - Instytut Architektury Wnętrz[21]
  - Instytut Biżuterii[22]
  - Instytut Projektowania Graficznego[23]
  - Instytut Ubioru[24]
  - Instytut Tkaniny, Druku i Stylizacji Wnętrz[25]
  - Instytut Wzornictwa[26]

## Władze uczelni kadencji 2024-2028[27]
- Rektor: dr Przemysław Wachowski
- Prorektor ds. nauki i ewaluacji: dr hab. Ewa Wojtyniak-Dębińska, prof. uczelni
- Prorektor ds. kształcenia: dr Tomasz Kawełczyk
- Prorektor ds. rozwoju i współpracy: dr hab. Olga Podfilipska-Krysińska, prof. uczelni

## Rektorzy[28]
- 1945–1948: Leon Ormezowski
- 1948–1949: Marian Bernard Wimmer
- 1949–1950: Stefan Wegner
- 1950–1952: Stanisław Borysowski
- 1952–1963: Roman Modzelewski
- 1963–1971: Zdzisław Głowacki
- 1971–1975: Roman Artymowski
- 1975–1981: Wiesław Garboliński
- 1981–1987: Krystyn Zieliński
- 1987–1993: Ryszard Hunger
- 1993–1999: Jerzy Treliński
- 1999–2005: Stanisław Łabęcki
- 2005–2012: Grzegorz Chojnacki
- 2012–2020: Jolanta Rudzka-Habisiak
- od 2020: Przemysław Wachowski